# Georg Lietz
Georg Lietz es un deportista alemán que compitió para la RFA en piragüismo en la modalidad de aguas tranquilas. Ganó dos medallas en el Campeonato Mundial de Piragüismo de 1958 y cinco medallas en el Campeonato Europeo de Piragüismo entre los años 1957 y 1961.

## Palmarés internacional
| Campeonato Mundial | Campeonato Mundial     | Campeonato Mundial | Campeonato Mundial |
| Año                | Lugar                  | Medalla            | Evento             |
| ------------------ | ---------------------- | ------------------ | ------------------ |
| 1958               | Praga (Checoslovaquia) | Medalla de oro     | K4 1000 m          |
| 1958               | Praga (Checoslovaquia) | Medalla de oro     | K4 10 000 m        |
| Campeonato Europeo |                        |                    |                    |
| Año                | Lugar                  | Medalla            | Evento             |
| 1957               | Gante (Bélgica)        | Medalla de plata   | K1 4 × 500 m       |
| 1957               | Gante (Bélgica)        | Medalla de oro     | K4 10 000 m        |
| 1959               | Duisburgo (RFA)        | Medalla de plata   | K4 1000 m          |
| 1959               | Duisburgo (RFA)        | Medalla de oro     | K4 10 000 m        |
| 1961               | Poznań (Polonia)       | Medalla de bronce  | K4 10 000 m        |